# Heartbreak Hotel (chanson)
Pour les articles homonymes, voir Heartbreak Hotel.
Singles de Elvis Presley
I Forgot to Remember to Forget / Mystery Train I Want You, I Need You, I Love You / My Baby Left Me
Clip vidéo
[vidéo] « Elvis Presley - Heartbreak Hotel », sur YouTube
[vidéo] « Elvis Presley - Medley : Heartbreak Hotel  », sur YouTube
[vidéo] « Johnny Hallyday - À l'hôtel des cœurs brisés  », sur YouTube
Heartbreak Hotel (Hôtel des cœurs brisés, en anglais) est une chanson blues rock rhythm and blues d'Elvis Presley, enregistrée en single chez RCA en 1956,(vendu à 2 millions d'exemplaires), et intégrée à son album compilation Elvis' Golden Records de 1958 (vendu à 6 millions d'exemplaires), un des premiers et plus importants succès de sa carrière et de l'histoire du rock.

## Histoire
Elvis Presley est surnommé « The King of Rock and Roll » avec son premier album Elvis Presley de 1956. Ce titre est le premier enregistrement d'Elvis (âgé de 21 ans) avec son nouveau label RCA Victor (qui a racheté son  contrat avec son premier label Sun Records), son premier tube n°1 des ventes du Billboard Hot 100 américain, son premier disque vendu à plus d'un million d'exemplaires, et son premier disque d'or.
Tommy Durden (en) et Mae Boren Axton (en) écrivent cette chanson d'amour sur le thème de l'histoire « d'un amant au cœur brisé, qui se réfugie à l'hôtel des cœurs brisés, seul, suite à une rupture amoureuse, au bout de Lonely Street ». « Depuis que ma chérie m'a quitté, j'ai trouvé un nouvel endroit où vivre, c'est en bas et au bout de la rue Solitaire, à l'hôtel du cœur brisé. Tu m'as rendu tellement seul chérie, je suis devenu si seul, je suis devenu si seul que je pourrais mourir... ». La chanson aurait été inspirée par un fait divers rapporté par le journal The Miami Herald, que Tommy Durden montra à Mae Axton : un jeune homme s’est suicidé, laissant derrière lui une lettre d'adieu disant « I walk a lonely street » (Je marche dans une rue solitaire). La musique est inspirée et adaptée en version blues rock rhythm and blues du titre de blues Early in the Morning de Sonny Boy Williamson I de 1937. Quelques mois après l'écriture de la chanson, Mae Axton assiste à une convention de disc-jockey à Nashville avec « Heartbreak Hotel » sur son magnétophone. Elle croise Elvis Presley et Bob Neal (en) (son manager de l'époque) dans un hall d'hôtel. Elle les invite dans sa chambre pour écouter sa nouvelle chanson. Elvis adore ce morceau « très blues » et prévoit immédiatement de l'enregistrer et de l'intégrer à son répertoire. Le titre est d’abord offert au duo The Wilburn Brothers (en), qui le refuse. Lorsque Elvis Presley décide de l’enregistrer, Mae Axton lui donne un tiers des droits de la chanson car, selon Buddy Killen de la maison d’édition musicale Tree Publishing « elle voulait lui acheter une automobile ».
Heartbreak Hotel est enregistré le 10 janvier 1956 aux studios de RCA à Nashville dans le Tennessee, avec Elvis au chant et à la guitare rythmique, Bill Black à la contrebasse, Scotty Moore à la guitare, D.J. Fontana à la batterie et Floyd Cramer au piano.

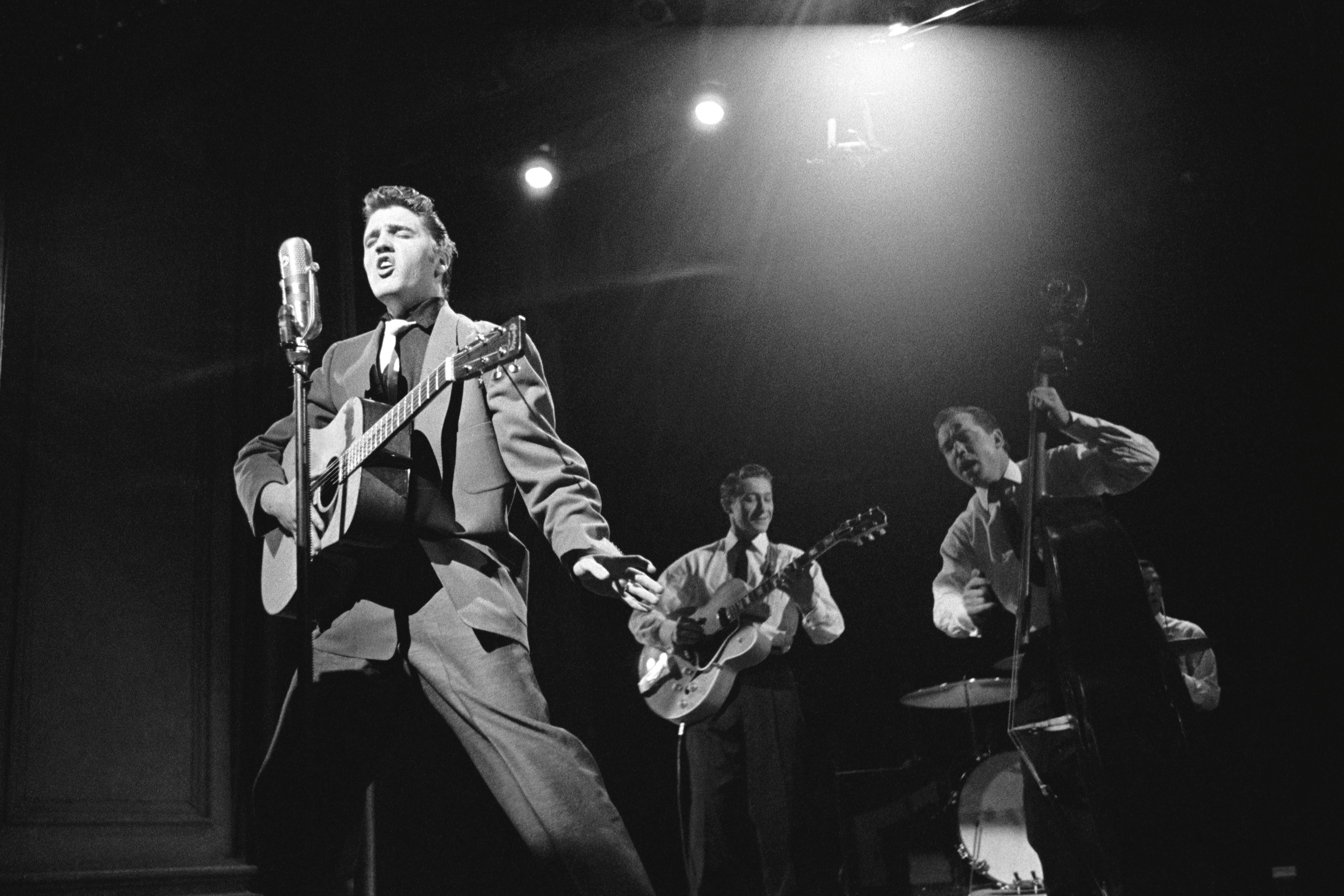
Elvis Presley, avec Scotty Moore à la guitare et Bill Black à la contrebasse.

Elle sort en single le même mois, avec I Was the One en face B (47-6420 en 45 tours et 20-6420 en 78 tours). De nombreux passages à la télévision d'Elvis contribuent au succès phénoménal de ce tube,. La chanson atteint la première position du palmarès Billboard Hot 100 le 28 avril 1956 et la vente du single vaut au chanteur son premier disque d’or. Heartbreak Hotel sort également en super 45 tours (RCA, EPA 821) au mois de mai de la même année et deux ans plus tard sur son album compilation Elvis' Golden Records de 1958 (RCA, LPM-1707), juste avant de partir pendant 2 ans au service militaire, puis sur la plupart des compilations du King.
Avec les revenus de ce premier disque d'or, Elvis Presley achète Graceland en 1957, à Memphis dans le Tennessee, après avoir déménagé de sa maison du 1034 Audubon Drive, en raison de problèmes de voisinage qui se plaignait du trop grand nombre de fans présents.

## Certifications
| Pays              | Certification | Unités certifiées |
| ----------------- | ------------- | ----------------- |
| États-Unis (RIAA) | 2 × Platine   | 2 000 000         |
| Royaume-Uni (BPI) | Argent        | 200 000           |

## Distinctions
- 1995 : Grammy Hall of Fame Award[11].
- 2004 : classée 45e des plus grandes chansons de tous les temps par le magazine Rolling Stone[12].

## Reprises et adaptations
Heartbreak Hotel a été reprise ou adaptée par de nombreux interprètes, parmi lesquels :
- 1962 : Ann-Margret, sur l'album On the Way Up;
- 1964 : Scotty Moore, sur l'album The Guitar That Changed the World!;
- 1970 : Frijid Pink, en single ;
- 1974 : Kevin Ayers, John Cale, Brian Eno et Nico, sur l'album live June 1, 1974 ;
- 1977 : Suzi Quatro, sur l'album Aggro-phobia ;
- 1992 : Neil Diamond et Kim Carnes, sur la compilation The Greatest Hits 1966-1992 ;
- 1994 : Lynyrd Skynyrd, sur l'album Endangered Species.

Elle a été également et notamment reprise par : John Cale, Michael Jackson, The Quarrymen, Chet Atkins, Tom Jones, The Residents, Roger McGuinn, Bruce Springsteen, Van Halen, Guns N' Roses, Paul McCartney, Bill Clinton (au saxophone) [...]

## Adaptation française
En 1974, Johnny Hallyday reprend le titre en version originale, et sous le nom À l'hôtel des cœurs brisés, sur son album Rock 'n' Slow, avec des paroles françaises adaptées par son ami Long Chris. En 1984, Johnny Hallyday chante une autre version intitulée Je me sens si seul, qu'il a lui-même adaptée (voir Johnny Hallyday au Zénith). En 2000 pour les besoins d'un film, il enregistre une version studio d'Heartbreak Hotel (voir la BOF Love Me). Il a également, à plusieurs occasions, repris et enregistré sur scène Heartbreak Hotel (voir Dans la chaleur de Bercy (1991), La Cigale : 12-17 décembre 2006).

## Cinéma
- 1988 : Heartbreak Hotel, de Chris Columbus
- 1992 : Lune de miel à Las Vegas, d'Andrew Bergman, interprétée par Billy Joel;
- 1993 : True Romance, de Tony Scott, chantée a cappella par Val Kilmer;
- 2000 : Love Me, de Lætitia Masson, interprétée par Johnny Hallyday, Love Me (bande originale);
- 2006 : Happy Feet, film d'animation de George Miller, interprétée en medley avec Kiss de Prince, par Nicole Kidman et Hugh Jackman.

Le titre ne fait pas partie des films Elvis de 2022, et Priscilla de 2023.